# Planina v Podbočju
Planina v Podbočju je naselje u Općini Krško u istočnoj Sloveniji na granici s Hrvatskom. Planina v Podbočju se nalazi u pokrajini Dolenjskoj i statističkoj regiji Donjoposavskoj. 

## Stanovništvo
Prema popisu stanovništva iz 2002. godine Planina v Podbočju je imala 33 stanovnika.

## Vanjske poveznice
- Satelitska snimka naselja  Arhivirana inačica izvorne stranice od 29. srpnja 2017. (Wayback Machine)